# Сосново-дубові насадження (Іванківський район)
«Сосново-дубові насадження» — ботанічна пам'ятка природи місцевого значення. 
Об’єкт знаходиться в межах Обуховицького лісництва ДП «Іванківське лісове господарство». 
Оголошений рішенням Київського облвиконкому № 118 від 28 лютого 1972 р.
На території пам’ятки зростають цінні дубово-соснові насадження.

## Галерея

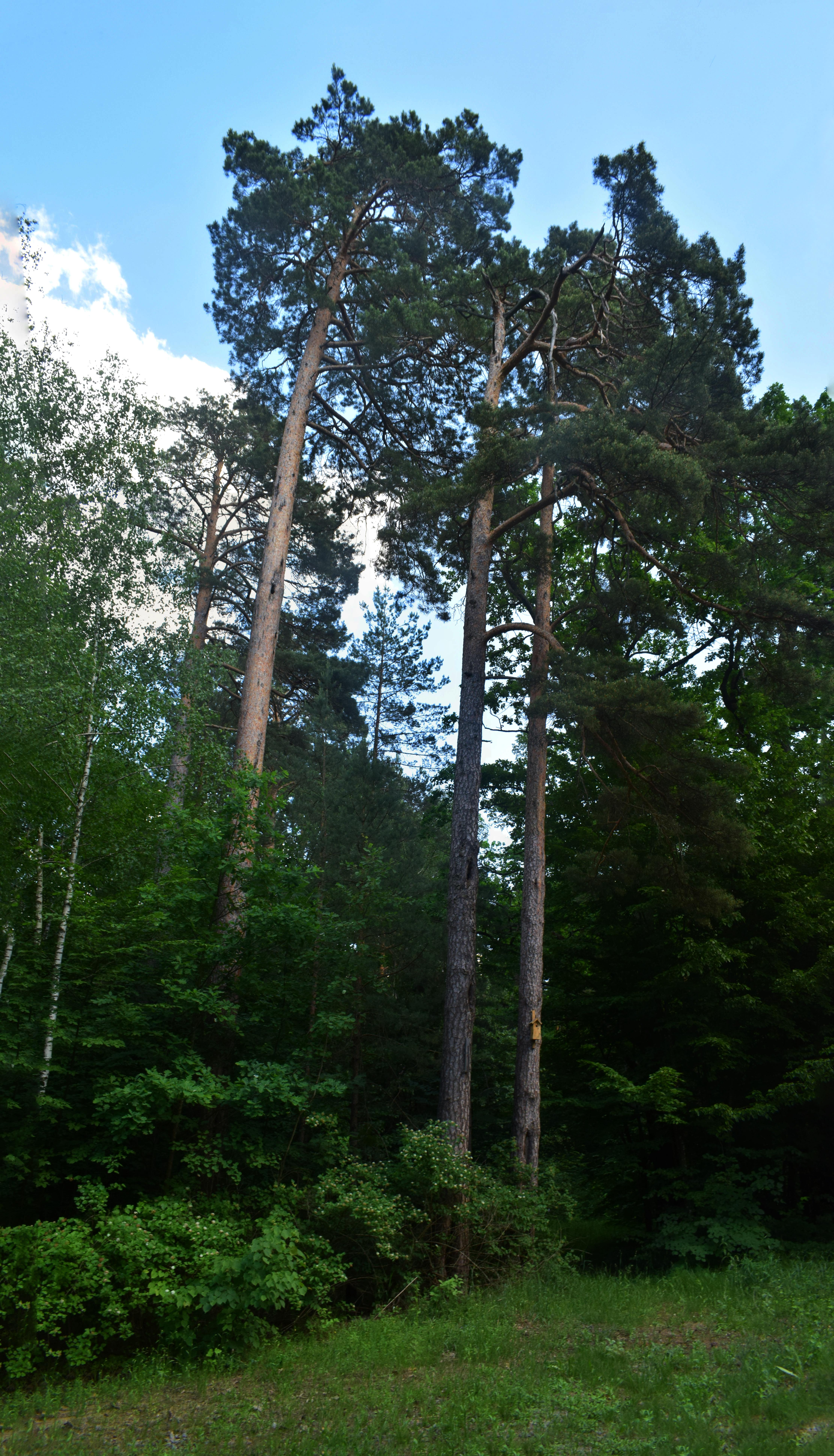
Сосни
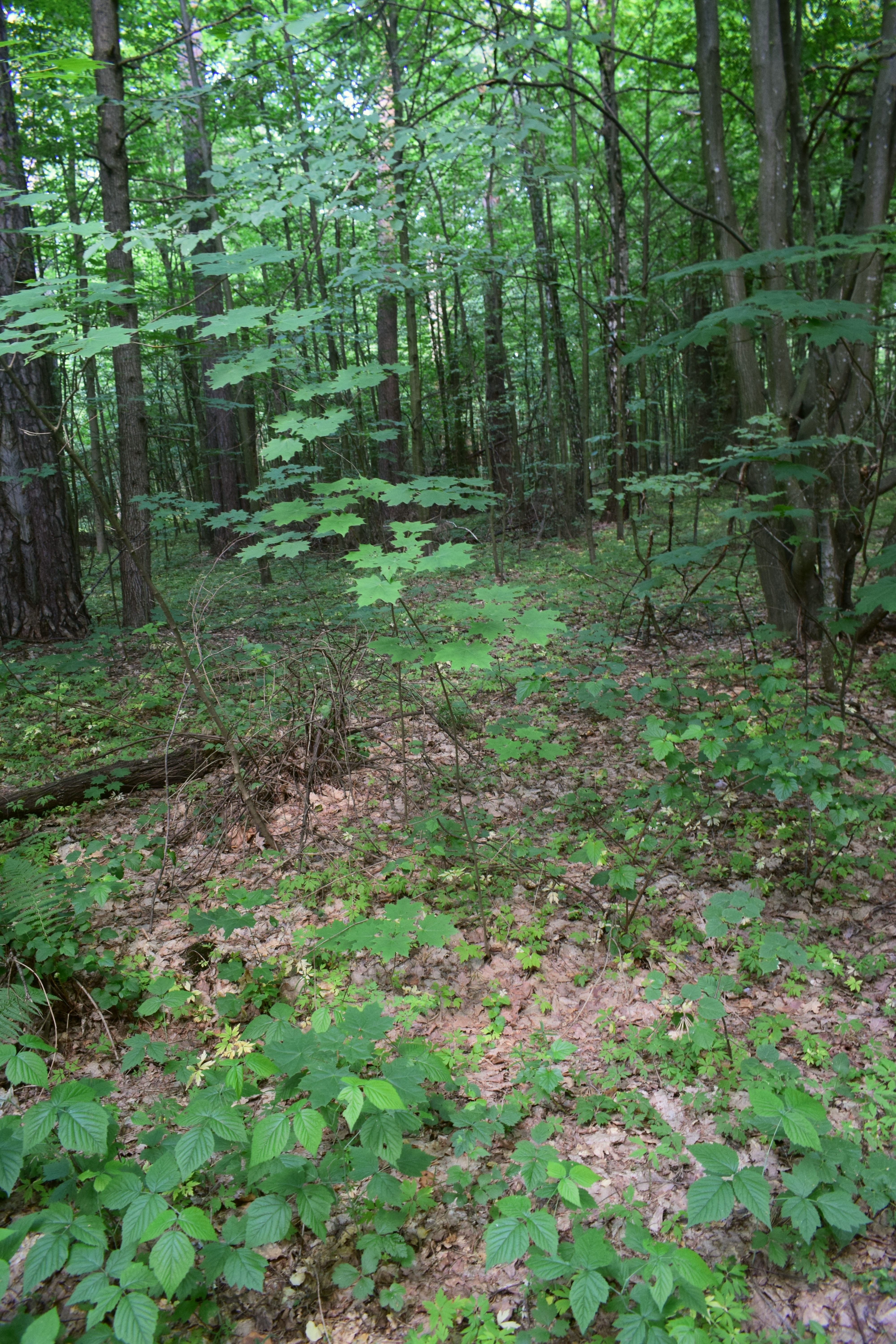
Клени
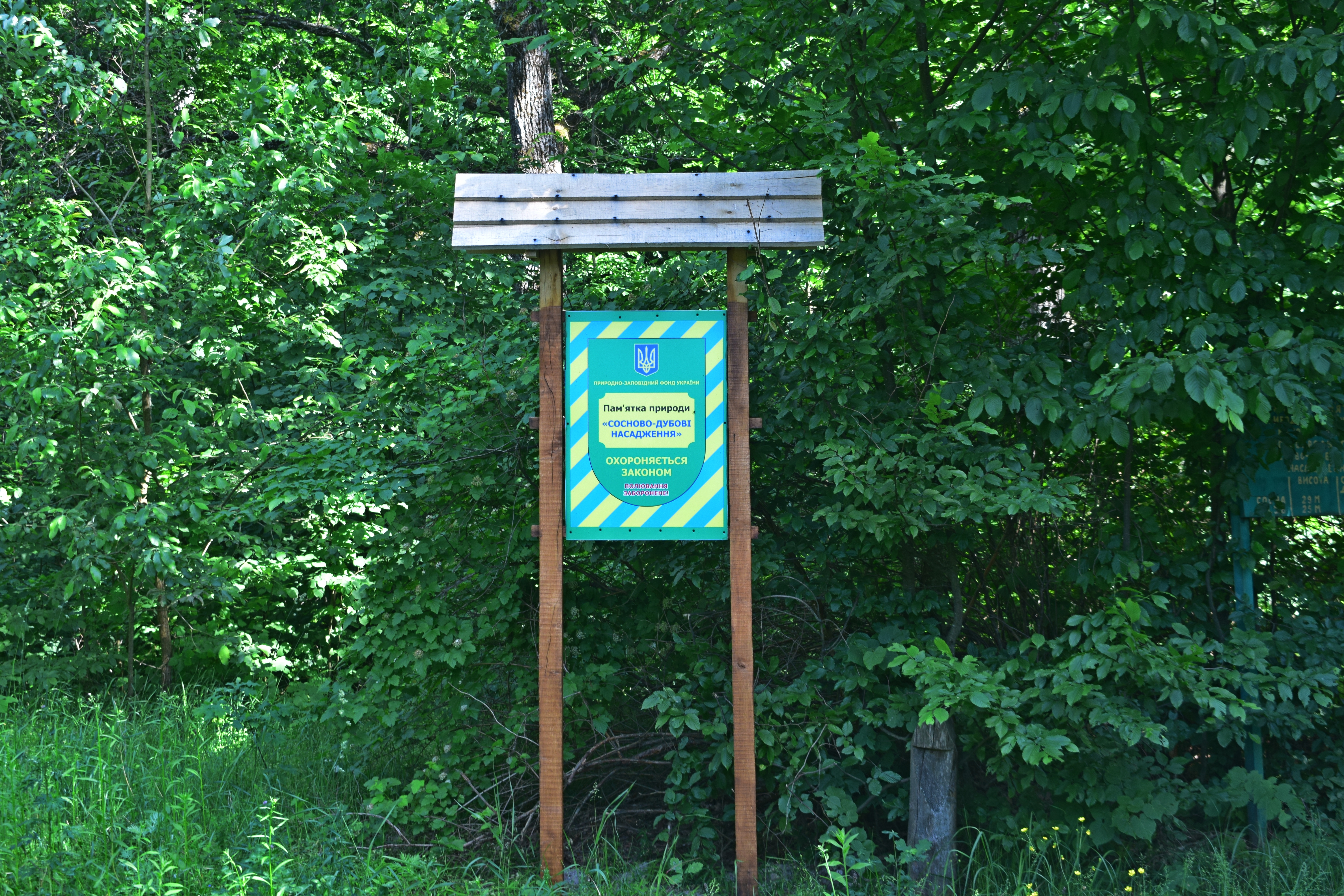
Табличка
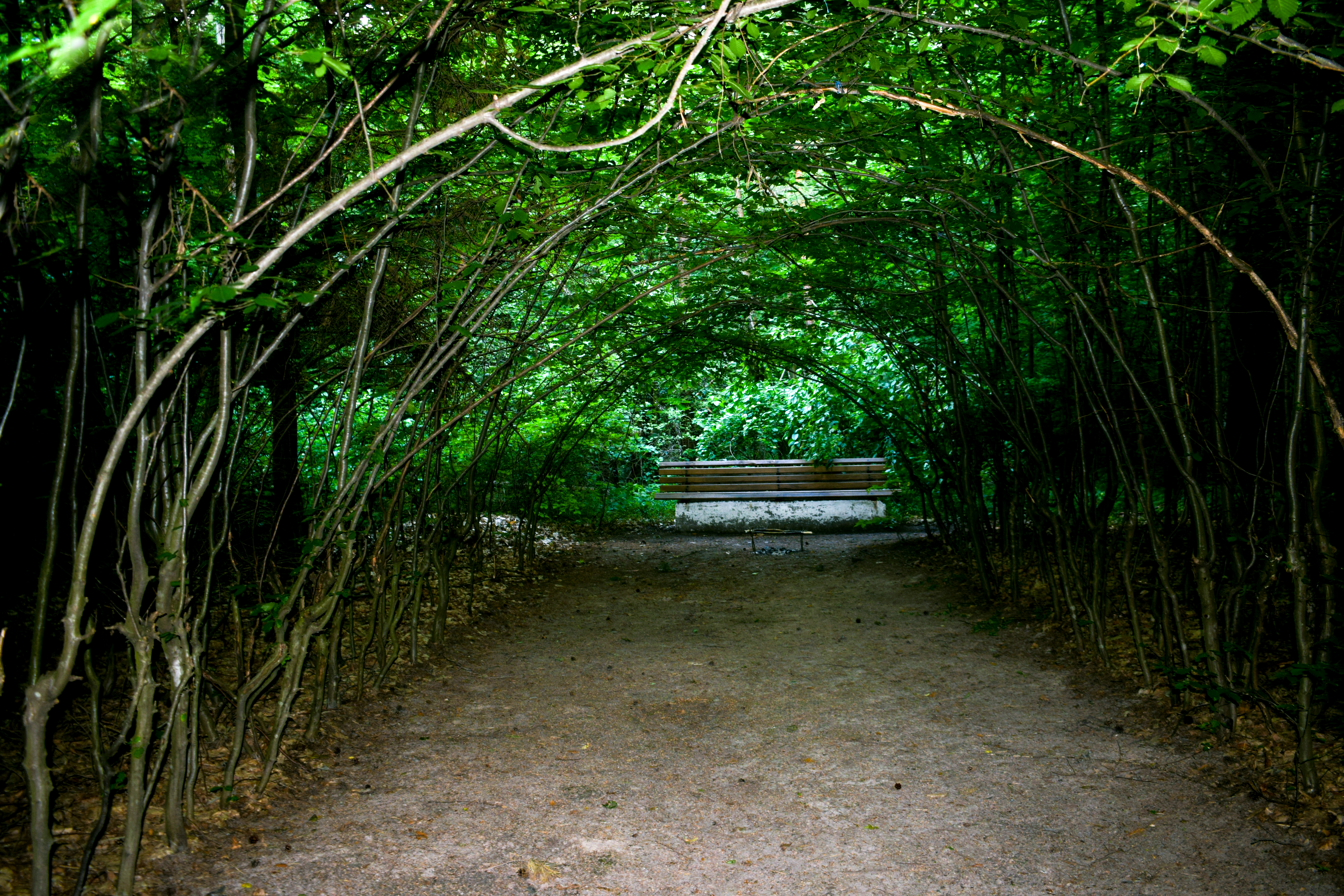
Місце відпочинку
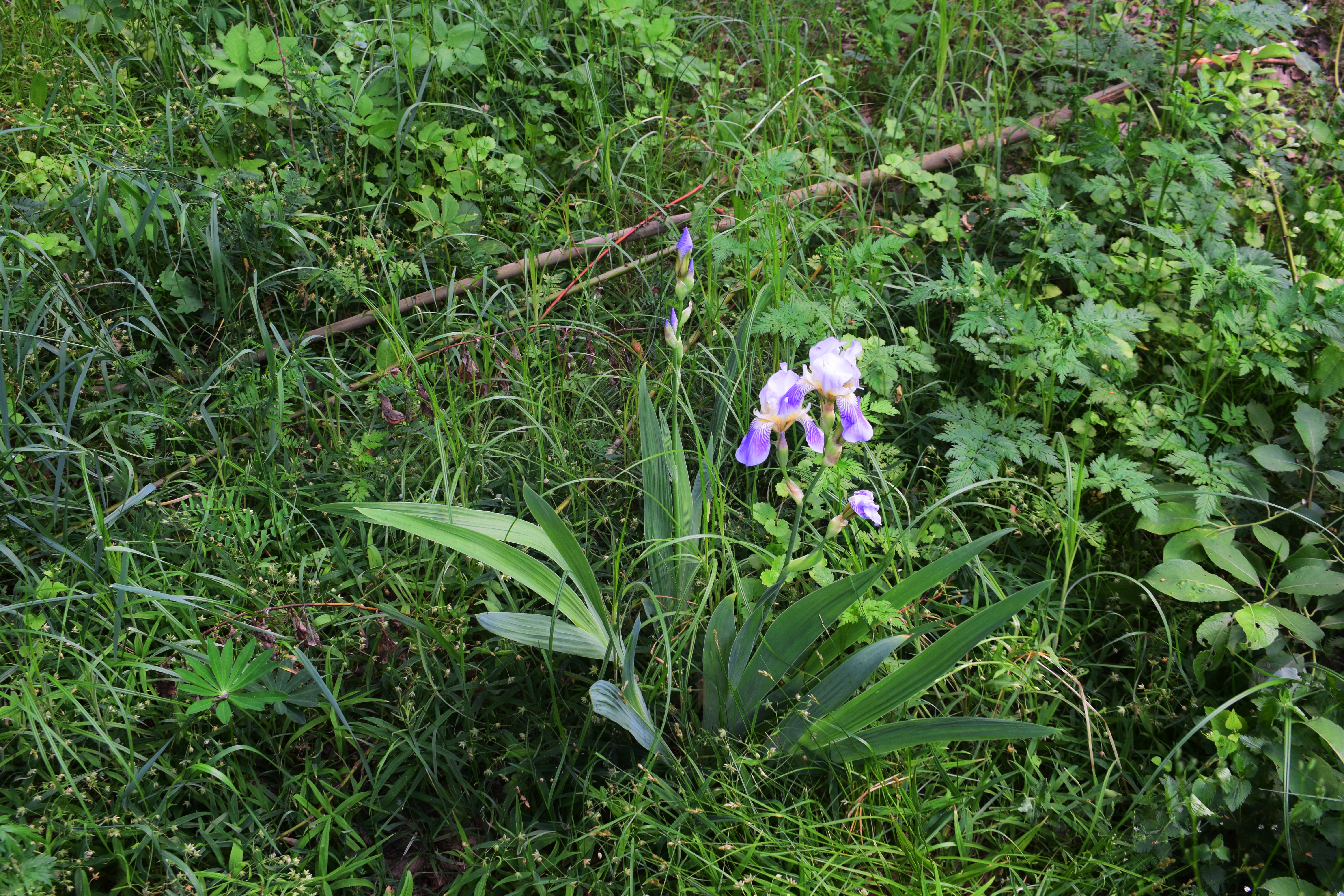
Півники
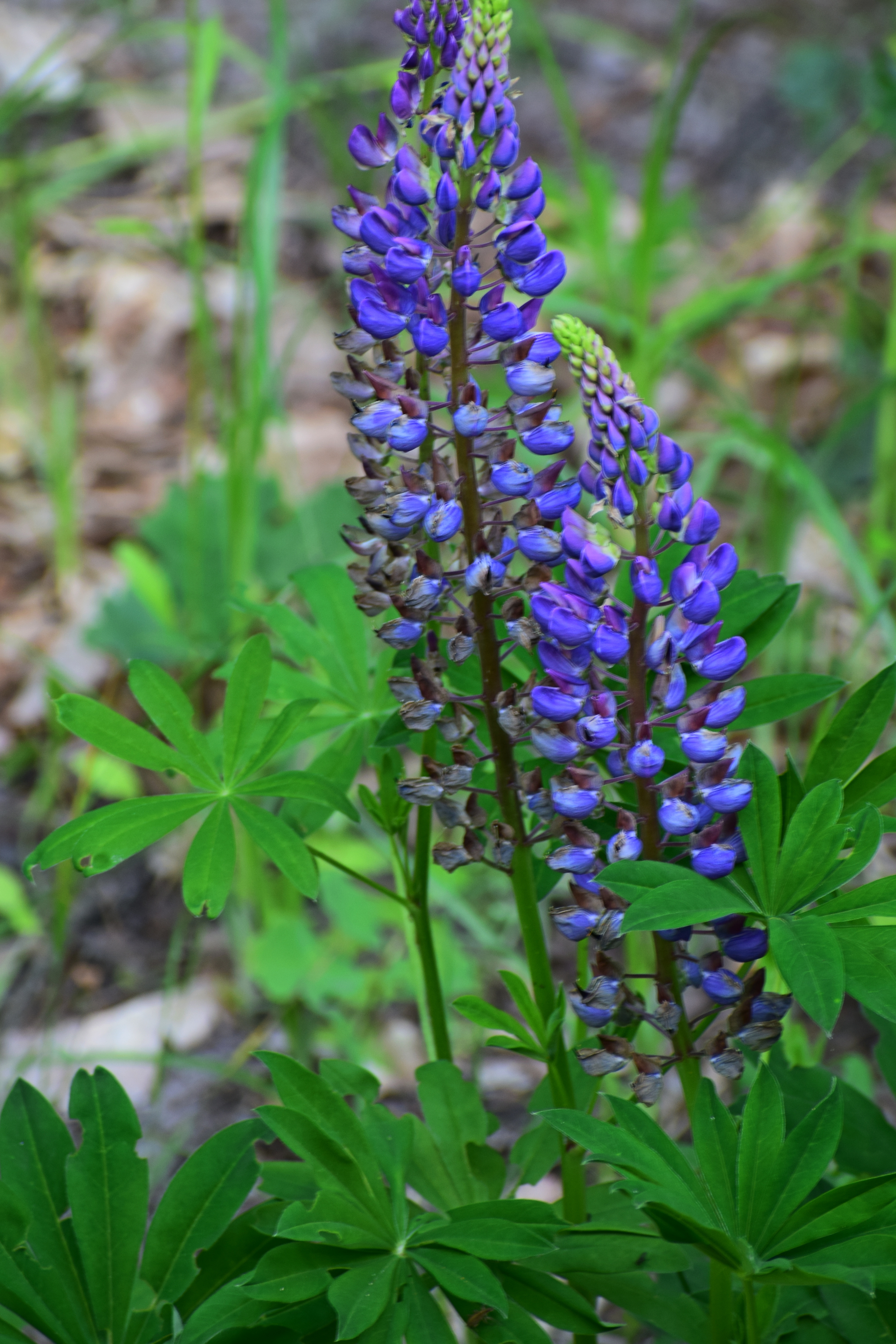
Люпин
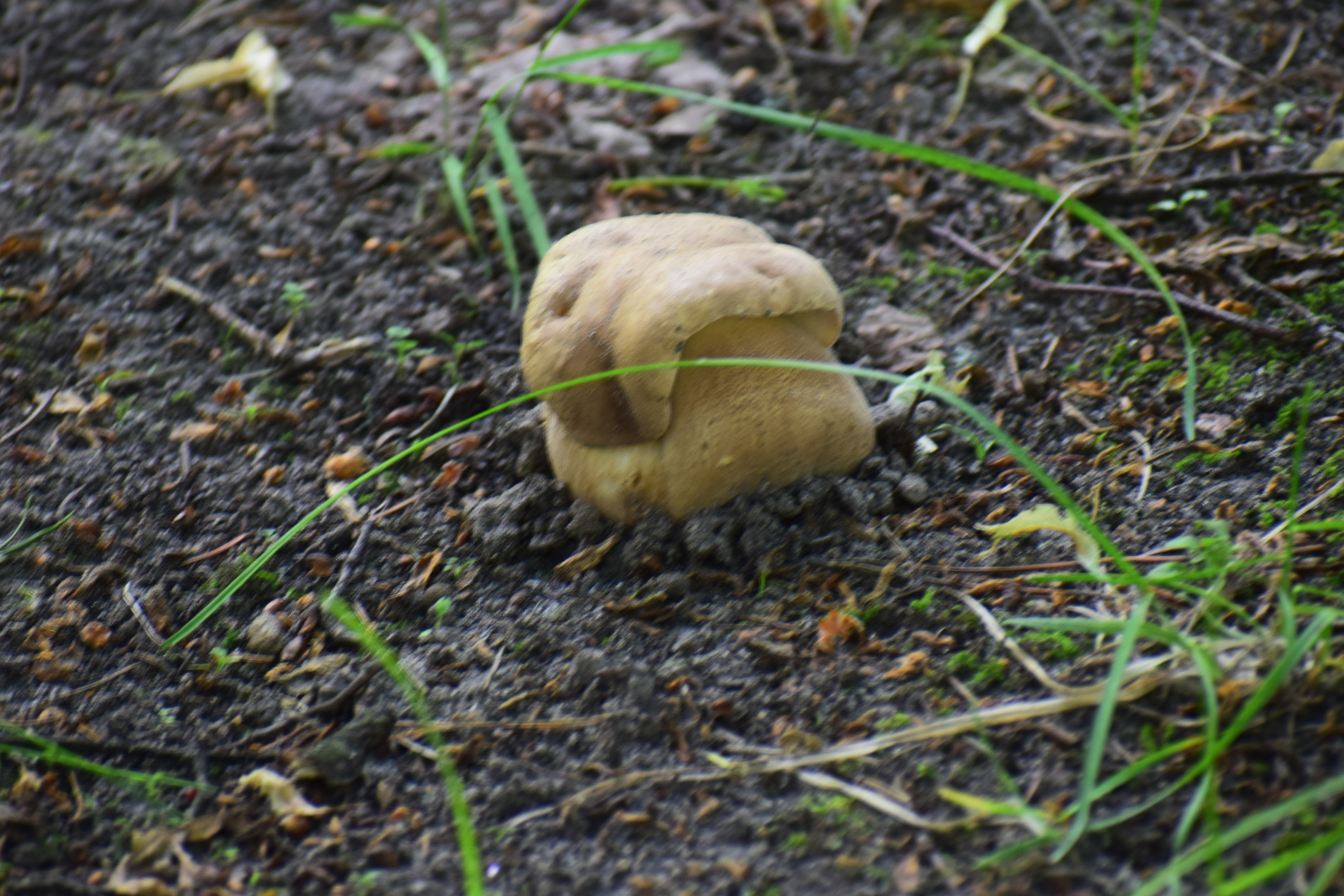
Боровик